# Scaphodhara neela
Scaphodhara neela är en insektsart som beskrevs av Chandrasekhara A. Viraktamath och Mohan 1994. Scaphodhara neela ingår i släktet Scaphodhara och familjen dvärgstritar. Inga underarter finns listade i Catalogue of Life.